# سردر مدرسه مشتاق
سردر مدرسه مشتاق مربوط به دوره پهلوی دوم است و در کرمان، میدان مشتاق، خیابان ۱۷ شهریور، نبش کوچه شماره ۱ واقع شده و این اثر در تاریخ ۷ اسفند ۱۳۸۶ با شمارهٔ ثبت ۲۱۴۹۶ به‌عنوان یکی از آثار ملی ایران به ثبت رسیده است.